# Огнемёт T-148
Огнемёт T-148 — пехотный огнемёт.
Оружие для непосредственной поддержки на поле боя, по мнению итальянских конструкторов, должно быть самым простым и лёгким в обслуживании. Поэтому при разработке огнемёта основное внимание уделялось надёжности и простоте конструкции. С этой целью принята схема работы, обычная скорее для покрасочных агрегатов.
В два баллона для огнесмеси сначала заливается напалм примерно на 2/3 их объёма. Затем через обратный клапан в один из баллонов закачивается воздух под давлением 28-30 кг/см². Индикатор на клапане предупреждает о достижении рабочего давления.
При пуске огнесмесь под действием давления воздуха поступает через шланг и обратный клапан пускового устройства к дульной части, где поджигается электрическим способом и выбрасывается к цели. Электронное устройство зажигания питается от никель-кадмиевых аккумуляторов, выполнено герметичным, обеспечивает надежное срабатывание даже после пребывания под водой.
Сравнительно низкое рабочее давление в системе, которое к тому же падает во время пусков, является существенным недостатком аппарата. С другой стороны, такое решение позволило облегчить огнемет и упростить обслуживание, так как зарядка воздухом производится от компрессоров боевой техники, а в качестве огнесмеси можно применять дизельное топливо.
Состоит на вооружении в ВС Италии.

## ТТХ
- Длина пускового устройства — 380 мм.
- Ёмкость баллонов — 15 л.
- Масса огнемёта — 13,8 кг (неснаряжённая); 25,5 кг (снаряжённая).
- Продолжительность пуска — 2-3 сек.
- Максимальная дальность пуска — 60 м (загущённая смесь).